# Equazione ipergeometrica
In matematica, l'equazione ipergeometrica è una equazione differenziale ordinaria lineare ottenuta a partire dall'equazione di Papperitz-Riemann. Le sue soluzioni sono dette funzioni ipergeometriche, e rivestono grande importanza in matematica. Ogni equazione differenziale ordinaria del secondo ordine con al massimo tre singolarità regolari può essere trasformata nell'equazione ipergeometrica.
L'equazione ha la forma:
{\displaystyle z(1-z){\frac {d^{2}}{dz^{2}}}\,u(z)+[c-(a+b+1)z]{\frac {d}{dz}}\,u(z)-ab\,u(z)=0}
ovvero:
{\displaystyle z(1-z)u''+[c-(a+b+1)z]u'-abu=0}
con {\displaystyle a}, {\displaystyle b}, {\displaystyle c} e {\displaystyle z} variabili complesse o variabili formali; in genere è opportuno considerare {\displaystyle a}, {\displaystyle b} e {\displaystyle c} come parametri costanti che caratterizzano una famiglia di equazioni e di soluzioni. L'equazione possiede singolarità regolari, in {\displaystyle 0}, {\displaystyle 1} e {\displaystyle \infty }.

## Soluzioni
Generalmente si può facilmente ricavare questa equazione dall'equazione di Papperitz-Riemann, ma è possibile dimostrare che ogni equazione fuchsiana con tre punti di singolarità fuchsiane può sempre essere ricondotta alla ipergeometrica. Se si riesce a padroneggiare questa riconduzione si ha il vantaggio di conoscere già le soluzioni di quest'ultima e poter ricavare facilmente le soluzioni della prima.
Si usa spesso esprimere la soluzione tramite il simbolo P di Riemann:
{\displaystyle u:=P{\begin{Bmatrix}0&1&\infty \\0&0&a&z\\1-c&c-a-b&b\end{Bmatrix}}}
L'espressione esplicita di una prima soluzione {\displaystyle \,u_{1}} si può determinare esprimendola come serie di potenze:
{\displaystyle u_{1}=\sum _{k=0}^{\infty }c_{n}z^{n}}
spostando il problema all'analisi dei coefficienti di tale serie, ovvero alle soluzioni di un sistema numerabile di equazioni algebriche nelle incognite {\displaystyle c_{n}}. Sostituendo e trovando una prima soluzione per i {\displaystyle c_{n}} si ottiene una prima soluzione del tipo:
{\displaystyle u_{1}=F(a,b;c;z)=\sum _{k=0}^{\infty }{\frac {(a)_{k}(b)_{k}}{(c)_{k}\,k!}}z^{k}}
con {\displaystyle \left|z\right|<1} e {\displaystyle c\neq n,n=-1,-2,-3\dots }; qui si sono utilizzati fattoriali crescenti come {\displaystyle \,(a)_{k}}.
In maniera analoga si può ricavare la seconda soluzione {\displaystyle u_{2}}, linearmente indipendente da {\displaystyle u_{1}} solo se gli esponenti (o la loro parte reale se sono complessi) non differiscono per numeri interi:
{\displaystyle u_{2}=(1-z)^{c-1}F(a+1-c,b+1-c;2-c;z)=(1-z)^{c-1}\sum _{k=0}^{\infty }{\frac {(a+1-c)_{k}\,(b+1-c)_{k}}{(2-c)_{k}\,k!}}\,z^{k}}
con {\displaystyle \left|z\right|<1}  e {\displaystyle 1-c\neq n,n=0,-1,-2,-3\dots }.
Nel caso in cui gli esponenti differiscano per interi si ha una seconda soluzione di tipo logaritmico:
{\displaystyle u_{2}=au_{1}(z)\log(z-z_{0})+(z-z_{0})^{\rho _{1}}\sum _{k=0}^{\infty }d_{k}(z-z_{0})^{k}}

## Relazioni tra soluzioni di equazioni ipergeometriche
Sfruttando le proprietà di trasformazione del simbolo P di Riemann si può facilmente ricavare delle relazioni tra le soluzioni dell'Equazione Ipergeometrica. La prima che andremo ad analizzare va sotto il nome di relazione di autotrasformazione:
{\displaystyle F(a,b;c;z)\,=\,(1-z)^{c-a-b}F(c-a,c-b;c;z)}
che risulta valida anche per {\displaystyle c} numero intero positivo, per motivi di continuità. Un'altra relazione è la prima delle formule di Bolza:
{\displaystyle F(a,b;c;z)\,=\,(1-z)^{-a}F\left(a,c-1;c;{\frac {z}{1-z}}\right)}

## Derivata n-esima
Vale la seguente formula per la derivata n-esima di una funzione ipergeometrica:
{\displaystyle {\frac {d^{n}}{dz^{n}}}F(a,b;c;z)={\frac {(a)_{n}(b)_{n}}{(c_{n})}}F(a+n,b+n;c+n;z)}

## Integrali ipergeometrici
Risolvendo l'integrale complesso (integrale ipergeometrico):
{\displaystyle I(z)=\int _{0}^{1}t^{a-1}(1-t)^{c-a-1}(1-zt)^{-b}\,dt}
si ottiene il risultato:
{\displaystyle I(z)={\frac {\Gamma (a)\Gamma (c-a)}{\Gamma (c)}}F(a,b;c;z)}
dove {\displaystyle \Gamma } denota la funzione gamma.
Questo risultato consente di vedere che la funzione ipergeometrica ammette la rappresentazione integrale (di Eulero):
{\displaystyle F(a,b;c;z)={\frac {\Gamma (c)}{\Gamma (a)\Gamma (c-a)}}\int _{0}^{1}t^{a-1}(1-t)^{c-a-1}(1-zt)^{-b}\,dt}
Inoltre utilizzando quest'ultima relazione si ricava facilmente il valore della funzione ipergeometrica nel limite{\displaystyle \,z\rightarrow 1^{-}}:
{\displaystyle F(a,b;c;1^{-})={\frac {\Gamma (c)\Gamma (c-a-b)}{\Gamma (c-a)\Gamma (c-b)}}}